# Arrondissement Montluçon
Arrondissement Montluçon (fr. Arrondissement de Montluçon) je správní územní jednotka ležící v departementu Allier a regionu Auvergne-Rhône-Alpes ve Francii. Člení se dále na 89 obcí.

## Dějepis
Arrondissement existuje od r. 1800. V r. 1926 anektoval část arrondissement Gannat (zelené).

Arrondissement Montluçon od 1800 do 1926 (růžové)
Arrondissement Montluçon od 1926 do 2016 (růžové)
Arrondissement Montluçon od 2017 (růžové)